# Carlo Masi
Carlo Masi, seudónimo de Ruggero Freddi, (6 de octubre de 1976) es un actor pornográfico y profesor universitario italiano. Trabajó en los EE. UU. como modelo exclusivo para los estudios COLT y en la actualidad ejerce como profesor de matemáticas en la Universidad de Roma La Sapienza de Roma.

## Biografía
A los 14 años comienza a realizar actividad física en un gimnasio local, que con el tiempo lo llevará a convertirse en un fisicoculturista aficionado, participando en algunas competiciones de fisicoculturismo a nivel nacional.
En el 2002, ya concluyendo sus estudios universitarios decide transferirse en Canadá y poco después a New York. En el 2004 luego de haber conseguido su primer título universitario y habiendo trabajado brevemente en un laboratorio de inteligencia artificial, decide incursionar en el mundo del entretenimiento adulto, convirtiendóse en tiempo récord en una de las figuras más reconocidas e icónicas del mundo porno gay.

## Carrera pornográfica
En el 2004, el coordinador de talentos de la compañía COLT Studio Group lo invita a participar del staff de modelos y así realiza su entrada en el mundo de la pornografía gay, protagonizando su primera película, Big N' Plenty.
Luego de su debut firma un contrato en exclusiva para la compañía COLT Studio Group, formando parte de los numerosos proyectos de la misma y filmando una decena de filmes en menos de dos años. Caracterizado por una fuerte dosis de masculinidad y poseedor de un cuerpo musculoso y velludo, siempre ha fomentado el sexo seguro y ha confraternizado con el escenario LGBT italiano.
Durante el mes de diciembre del 2007 declara, junto a su pareja también modelo exclusivo de la compañía COLT Studio group, el argentino Adam Champ, su intención de abandonar la productora. Sin embargo en el 2008 la casa productora decide renovarles el contrato a vida.
Junto a Adam Champ funda la Fush Fush Group, una agencia que suministra modelos y bailarines para eventos en discotecas en el ámbito gay y participa en diferentes programas de televisión en México.
En el 2006 fue elegido como modelo de la portada del libro conmemorativo por los cuarenta años de COLTSTUDIO, el COLT 40.
Durante el 2009 COLTSTUDIO y la compañía americana Calaexotis lanzan al mercado un dildo que reproduce el pene de Carlo Masi. convirtiéndose de este modo en el primer actor porno italiano con un dildo en a la venta. Del dildo de Carlo Masi se hablará en muchos programas televisivos, como en el seguídisimo Chiambretti Night, al cual es invitado en diversas oportunidades. Es considerado la primera estrella porno gay en Italia por tener un reconocimiento real por los medios de comunicación nacionales. Ese mismo año se le otorga el título de primer COLT Man EMETIRUS de la historia de la COLT Sudio group.
En el 2009 da por concluida oficialmente su carrera pornográfica para dedicarse al teatro y luego regresar al claustro universitario.

## Carrera teatral
En octubre de 2009, se embarca en una nueva aventura, haciendo su debut en teatro con Senzaparole, representación del, Acto sin palabras de Samuel Beckett, dirigida por Andrea Adriatico y puesto en escena en Bolonia, en el Teatri di Vita y en Roma en el Teatro India.

## Carrera universitaria
En el 2004 se gradua en la carrera de ingeniería informática en la Universidad de Roma La Sapienza, obteniendo el máximo de los votos.
Una vez finalizada su experiencia teatral decide matricularse en una segunda carrera universitaria en la Universidad de Roma La Sapienza consiguiendo el título de matemático, con su respectiva maestría, graduándose cum laude para luego continuar sus estudios con un doctorado, siempre en matemática, sobre un estudio acerca de la utilización de la teoría di Morse en un problema de Dirichlet reconducido a equaziones de Poisson.
Durante los años de su doctorado se desempeña como profesor de Análisis 1 y Análisis 2 en la Facultad de Ingeniería de la Universidad de Roma La Sapienza. Además es elegido dos veces consecutivas representante de la Facultad y luego representante de los doctorados.
En el 2020 consigue su doctorado y abandona el ámbito universitario, por una problemática de trabajo en negro que lo lleva a denunciar al ateneo para el cual trabaja. La batalla legal aún se encuentra en curso.

## Vida privada
En el 2015 contrae matrimonio en la ciudad de Oporto, en Portugal con el príncipe Giovanni Fieschi Ravaschieri Del Drago, quien fallece en el 2016. Convirtiéndose en su viudo. Abriendo un proceso legal por su reconocimiento como heredero.
Durante su participación en vivo en el programa italiano Pomeriggio 5 propone matrimonio a su pareja Gustavo Leguizamón (Adam Champ). La unión civil es celebrada el 4 de mayo de 2018 y es transmitida en directa por el programa Pomeriggio 5.

## Atención mediática
Su historia es publicada por numerosos periódicos internacionales, entre ellos el New York Post, la CNN turca, Vanity Fair y el il Daily Mail . Artículos referentes a Carlo son publicados en España, México, Rusia, Rumania, Indonesia,Corea del Sur, China, Australia, Alemania, Taiwán, India, Nueva Zelanda, Croacia, Hungría, Serbia, Bélgica, Grecia e tantísimos otros países. Luego de esta exposición mediática numerosos programas de televisión de todo el mundo lo invitan a participar, entre ellos el programa español La vida con Samanta, el griego Annita gr live y los italianos Tagadà, I fatti vostri e Pomeriggio 5.
En el 2020 el grupo Rizzoli publica el libro del escritor premio Strega, Walter Siti, La natura è innocente - Due vite quasi vere. El libro narra una doble biografía, escrita en capítulos alternos, en la cual una de las biografías es la de Ruggero Freddi.
En 2023, el nombre de Freddi se encuentra nuevamente en el tapeto del mundo. Esta vez debido a la victoria del juicio que entabló contra la Universidad de Roma, La Sapienza ya que lo había leledo sin razón alguna y no le pagó.

## Videografía parcial
| año  | título                                    | Studio               | Director                           |
| ---- | ----------------------------------------- | -------------------- | ---------------------------------- |
| 2004 | Big 'N Plenty                             | Colt Studios         | John Rutherford                    |
| 2004 | Muscle Up!                                | Colt Studios         | John Rutherford                    |
| 2004 | Buckleroose - Special Collectable Edition | Colt Studios         | John Rutherford                    |
| 2004 | eXposed: The Making Of A Legend           | Colt Studios         | John Rutherford                    |
| 2005 | Minute Man 23                             | Colt Studios         | John Rutherford                    |
| 2005 | Wide Strokes                              | Colt Studios         | John Rutherford                    |
| 2006 | Dual: Taking it Like a Man                | Colt Studios         | John Rutherford                    |
| 2006 | Man Country                               | Colt Studios         | John Rutherford                    |
| 2006 | Waterbucks 2                              | Colt Studios         | John Rutherford                    |
| 2007 | Naked Muscles: The New Breed              | Colt Studios         | John Rutherford                    |
| 2007 | Hawai'i                                   | Colt Studios         | John Rutherford                    |
| 2007 | Paradise Found (no sex)                   | Buckshot Productions | Steve Landess and Kristofer Weston |
| 2009 | Hot Bods                                  | Colt Studios         | John Rutherford                    |
| 2009 | MuscleHeads                               | Colt Studios         | John Rutherford                    |
| 2010 | Colt Icon: Luke Garrett                   | Colt Studios         | John Rutherford                    |
| 2014 | Top Shots                                 | Colt Studios         | John Rutherford                    |
| 2014 | Top Shots 3                               | Colt Studios         | John Rutherford                    |

## Awards
| Year | Award             | Category                   | Film                                | Partnered | Rusult  |
| ---- | ----------------- | -------------------------- | ----------------------------------- | --------- | ------- |
| 2005 | GayVN Award       | Best Sex Scene             | Big 'N Plenty (2004)                | Karim     | Nominee |
| 2006 | HeatGay Award     | Best Actor                 | –                                   | –         | Win     |
| 2008 | XBIZ Award</ref>  | LGBT Performer of the Year | –                                   | –         | Nominee |
| 2008 | GayVN Award</ref> | Best Sex Scene             | Naked Muscles: The New Breed (2007) | Tom Chase | Nominee |